# Podnikání
Podnikání je soustavná a samostatná činnost, prováděná podnikatelem na vlastní zodpovědnost za účelem dosažení zisku.
Na území České republiky je činnost vymezená zákonem, jako vedoucí k dosažení zisku. Podle § 420 občanského zákoníku platí: „Kdo samostatně vykonává na vlastní účet a odpovědnost výdělečnou činnost živnostenským nebo obdobným způsobem se záměrem činit tak soustavně za účelem dosažení zisku, je považován se zřetelem k této činnosti za podnikatele.“

## Podnikání v ČR a ve světě
Ze zprávy Doing Bussiness, kterou 31. října 2018 zveřejnila Světová banka (SB) vyplývá, že zemí s nejlepšími podmínkami pro podnikání je Nový Zéland. Česká republika je až na 35. místě, čímž se nachází například před Švýcarskem, Japonskem, Izraelem, Itálií, Slovenskem (42. místo) nebo Maďarskem (53 místo), ale zaostává například za Polskem (33. místo), Ruskem, Rwandou, Kazachstánem nebo Ázerbájdžánem.
| Země                 | Podmínky pro podnikání |
| Nový Zéland          | 1                      |
| Singapur             | 2                      |
| Dánsko               | 3                      |
| Hong Kong SAR, China | 4                      |
| Korea, Rep.          | 5                      |
| Gruzie               | 6                      |
| Norsko               | 7                      |
| USA                  | 8                      |
| Anglie               | 9                      |

Česká republika si pak vede dobře zejména v podmínkách pro zahraniční obchod. V této kategorii jí patří první místo. V kategorii, ve které se porovnávají podmínky pro zahájení podnikání, je však až na 115. místě z celkem 190 států.

## Charakteristika
Podnikání je soustavná činnost vymezená zákonem a provozovaná samostatně, vlastním jménem, na vlastní odpovědnost, za účelem dosažení zisku.
Samostatná činnost spočívá v tom, že určitá právnická nebo fyzická osoba samostatně rozhoduje o tom:
- jaké statky bude na trhu poskytovat,
- jakým způsobem a kde bude vytvářet své produkty nebo provozovat své služby,
- s kým bude spolupracovat,
- jakým způsobem bude provoz financován,
- jaká bude právní forma podnikání,
- jakým způsobem se budou tvořit ceny,
- jakého zisku se má dosahovat.

### Podnikání fyzických osob
Fyzické osoby - osoby samostatně výdělečně činné (OSVČ) mohou podnikat na základě živnostenského oprávnění, vydané živnostenským úřadem (osvědčuje se výpisem z živnostenského rejstříku), nebo na základě oprávnění jiného správního orgánu (týká se např. lékařů, veterinářů, farmaceutů, advokátů, notářů, soudních exekutorů, znalců, auditorů, daňových poradců, zemědělců aj.).
Pro OSVČ může být podnikání hlavní činností, nebo vedlejší činností. O vedlejší činnost se jedná v případě, kdy OSVČ má současně příjmy ze závislé činnosti (pracovní poměr) nebo pobírá starobní nebo invalidní důchod, nebo pobírá rodičovský příspěvek, nebo je studentem do 26 let věku, nebo pobírá příspěvek na péči ve stupni II až IV.

### Podnikání právnických osob
Právnické osoby (obchodní společnosti a družstva) podnikají také na základě živnostenského oprávnění, vydané živnostenským úřadem (osvědčuje se výpisem z živnostenského rejstříku), nebo na základě oprávnění jiného správního orgánu (týká se např. bank, pojišťoven, hornické činnosti, výrobců a obchodníků s elektřinou, plynem, výroby léčiv, zemědělců, provozovatelů drážní dopravy aj.). 

### Přerušení a pokračování podnikání fyzických osob
V případě nouze může OSVČ své podnikání přerušit, to platí jak pro podnikání jako hlavní činnost, tak pro podnikání jako vedlejší činnost. V tom případě musí oznámit správě sociálního zabezpečení (SSZ) a zdravotní pojišťovně (ZP) oznámit ukončení samostatné výdělečné činnosti. Toto oznámení může OSVČ oznámit na živnostenském úřadě, který toto oznámení elektronicky předá SSZ a ZP. Stejně to platí v případě, že podnikatel chce ve svém podnikání pokračovat - zahájení samostatné výdělečné činnosti musí opět oznámit SSZ a ZP. 